# Henning Bier
Henning August Bier (* 19. Februar 1957 in Köln; † 17. Oktober 2018) war ein deutscher Mediziner und Lehrstuhlinhaber für Hals-Nasen-Ohren-Heilkunde an der Technischen Universität München.

## Leben
Henning Bier, ein Enkel des Chirurgen August Bier, studierte Medizin in Freiburg, Berlin und Düsseldorf. Er war nach seinem Studium zunächst am Universitätsklinikum Düsseldorf tätig und wechselte 1989 als Oberarzt an das Universitätsklinikum Mannheim. Ab 1991 war er wieder am Klinikum der Universität Düsseldorf tätig, wo er 1995 leitender Oberarzt sowie Stellvertreter des Direktors des Klinikums wurde. 2007 wurde Bier zum Hochschullehrer für Hals-Nasen-Ohren-Heilkunde an die TU München berufen und hatte seit dem 1. Oktober 2007 die Leitung der Klinik und Poliklinik für Hals-Nasen-Ohren-Heilkunde am Klinikum rechts der Isar in München inne.
Forschungsschwerpunkte waren Tumorerkrankungen im Kopf- und Halsbereich sowie die molekulare Tumorentwicklung. Er spezialisierte sich auf Operationen mit computergestützter Navigation, Laser und minimalinvasiven Operationsmethoden.
Bier war verheiratet; aus der Ehe stammen vier Kinder.

## Ehrungen
- Anton-von-Tröltsch-Preis der Deutschen Gesellschaft für Hals-Nasen-Ohren-Heilkunde, Kopf- und Halschirurgie e.V.